# 콜슬로
콜슬로(영어: coleslaw)는 잘게 썬 양배추를 사용한 샐러드다. 그 밖에도 붉은 양배추, 당근를 사용한 것, 파인애플이나 사과 등 과일이 들어가 있는 것 등이 있다. 드레싱은 대부분 마요네즈, 비네그레트가 사용된다.

## 역사
네덜란드어로 양배추 샐러드(네덜란드어: koolsla)에서 유래되었다.

## 같이 보기
- 마요네즈
- 레몬